# Nguyễn Ngọc Độ
Nguyễn Ngọc Độ (sinh ngày 1 tháng 11 năm 1934 ở xã Phong Thịnh, huyện Thanh Chương, tỉnh Nghệ An) là một Giáo sư Khoa học Quân sự, Thiếu tướng Quân đội nhân dân Việt Nam, Anh hùng Lực lượng vũ trang Nhân dân.
Ông từng là phi công chiến đấu, trực tiếp bắn rơi 6 máy bay. Chiếc MiG-21 F-13 số hiệu 4420 do ông trực tiếp cầm lái.

## Tiểu sử
Năm 1950–1952, ôn chiến sĩ Trung đoàn 44, Trung đoàn 9, Đại đoàn 304 tham gia Chiến dịch Điện Biên Phủ.
Tháng 10 năm 1954, Tiểu đội phó, tiểu đội trưởng Đại đội 126 Tiểu đoàn 284 Trung đoàn 53 Sư đoàn 350 tham gia tiếp quản Thủ đô Hà Nội rồi đi làm nhiệm vụ tại khu 300 ngày tại Hải Phòng.
Tháng 6 năm 1955, ông đi học văn hóa tại Tiểu đoàn 126 Tổng cục Chính trị.
Tháng 10 năm 1956, học lái máy bay chiến đấu tại Trường Hàng không số 3 Trung Quốc.
Năm 1961, tiếp tục theo học Chương trình đề cao về chiến thuật tại Căn cứ số 1 thuộc Quân khu Bắc Kinh, Trung Quốc.
Trở về nước, tháng 8 năm 1964, ông là Biên đội trưởng, Đại đội phó, Đại đội trưởng, Trung đoàn phó (tháng 7 năm 1970) rồi Trung đoàn trưởng (tháng 1 năm 1972) Trung đoàn Không quân 921, Bộ Tư lệnh Không quân trực thuộc Quân chủng Phòng không – Không quân.
Năm 1973, ông được cử đi học tại Học viện Không quân Liên Xô.
Tháng 3 năm 1975, Phó Tư lệnh Sư đoàn Không quân 371 Quân chủng Phòng không – Không quân.
Tháng 6 năm 1977, ông được cử giữ chức vụ Tham mưu trưởng Quân chủng Không quân.
Tháng 8 năm 1978, Tư lệnh Sư đoàn Không quân 372 Quân chủng Không quân.
Tháng 3 năm 1979, Tham mưu trưởng Quân chủng Không quân.
Tháng 10 năm 1985, Phó Tư lệnh kiêm Tham mưu trưởng Quân chủng Không quân. Tháng 12 năm 1985 ông được phong quân hàm Thiếu tướng.
Tháng 3 năm 1987, được cử đi học tại Học viện Quân sự cấp cao.
Tháng 2 năm 1988, Chủ nhiệm Khoa Không quân Học viện Quân sự cấp cao cho đến tháng 12 năm 1998 chuyển sang làm công tác nghiên cứu khoa học tại Học viện Quốc phòng.
Ông nghỉ hưu tháng 1 năm 2000 và tiếp tục cộng tác nghiên cứu khoa học, hướng dẫn nghiên cứu sinh, thạc sĩ tại Học viện Quốc phòng.
Ông được nhà nước phong tặng Phó Giáo sư năm 1992, Giáo sư năm 2002.

## Một số chiến công
Trong quá trình chiến đấu của mình, Nguyễn Ngọc Độ trực tiếp cầm lái MiG-21 F-13 số hiệu 4420 thuộc Trung đoàn không quân tiêm kích 921 và đã hạ 6 máy bay địch.
Những lần hạ máy bay sau đây được VPAF ghi nhận là do ông thực hiện khi bay trên mẫu MiG-21 F-13:
- 30 tháng 4 năm 1967, một chiếc F-105F của Không quân Hoa Kỳ (số hiệu 59-1726, Phi đội Tiêm kích Chiến thuật số 354 (354th Tactical Fighter Squadron), phi công Thorness, RWO Johnson, tù binh chiến tranh).[2]
- Ngày 5 tháng 5 năm 1967, một chiếc F-105D (phi công Shively, tù binh chiến tranh, xác nhận bị AAA bắn hạ).

- Ngày 20 tháng 7 năm 1967, một chiếc F-4 Phantom II của Mỹ (Nguyễn Ngọc Độ cùng chiến đấu với Phạm Thanh Ngân; phi công Corbitt, RWO Bare, KIA).
- 2 tháng 8 năm 1967, một chiếc F-105 (không được Mỹ xác nhận).

- 16 tháng 9 năm 1967, một chiếc RF-101C (số hiệu 56-0180, Phi đội Trinh sát Chiến thuật số 20 (20th Tactical Reconnaissance Squadron), phi công Patterson, được giải cứu, Mỹ xác nhận là AAA).[2]

- Ngày 5 tháng 2 năm 1968, một chiếc F-105D (phi công Lasiter, tù binh chiến tranh, xác nhận tổn thất này vào ngày 4 tháng 2 năm 1968, có thể do chênh lệch múi giờ).

## Công tác nghiên cứu
- Lịch sử nghệ thuật tác chiến không quân.
- Nghệ thuật tác chiến không quân trong các loại hình chiến dịch.
- Nghệ thuật tác chiến không quân trong chiến tranh bảo vệ Tổ quốc.

## Tặng thưởng và danh hiệu
Ông được nhà nước tặng thưởng:
- Huân chương Quân công (hạng Nhì, Ba).
- 5 Huân chương Chiến công (02 hạng Nhất, 02 hạng Nhì, 01 hạng Ba).
- Huân chương Kháng chiến chống Mỹ hạng Nhất.
- 6 Huy hiệu Bác Hồ.
- Anh hùng Lực lượng vũ trang nhân dân (ngày 25 tháng 12 năm 1970).

Và nhiều huân, huy chương các loại khác.